# 네그레테
네그레테(스페인어: Negrete)는 칠레 비오비오주 비오비오현의 코무나이다.